# Syrah
Syrah (em francês) ou Shiraz (em inglês) é uma casta de uva tinta da família da Vitis vinifera, muito utilizada na produção de vinhos.
Hoje é cultivada em países como a Austrália (onde é chamada Shiraz) e França (onde é chamada Syrah). Outros países onde é possível encontrá-la são Argentina, Estados Unidos, Chile (onde é chamada Shiraz) e Portugal.
A uva syrah foi introduzida no Brasil, nas regiões vinícolas do Vale do São Francisco, e no sul do estado de Minas Gerais, onde a produção de vinhos finos com essa uva mostram-se promissoras segundo as pesquisas.
No norte do Ródano, na França, todos os vinhos tintos provêm da syrah.